# Piz Boè
Piz Boè és la muntanya més alta del grup Sella, a les Dolomites, Itàlia. Té una altitud de 3.152 metres.
Localitzada al cor de les Dolomites, la muntanya té el cim en forma de piràmide. La seva popularitat ha augmentat ja que és el cim de 3.000 m més fàcil de les Dolomites, i pot arribar a pujar-hi molta gent a l'estiu. Està situat a sobre del Pas Pordoi. A causa de la seva ubicació, la majoria de pics importants de les Dolomites són visibles des del seu cim.

## Vista des del cim

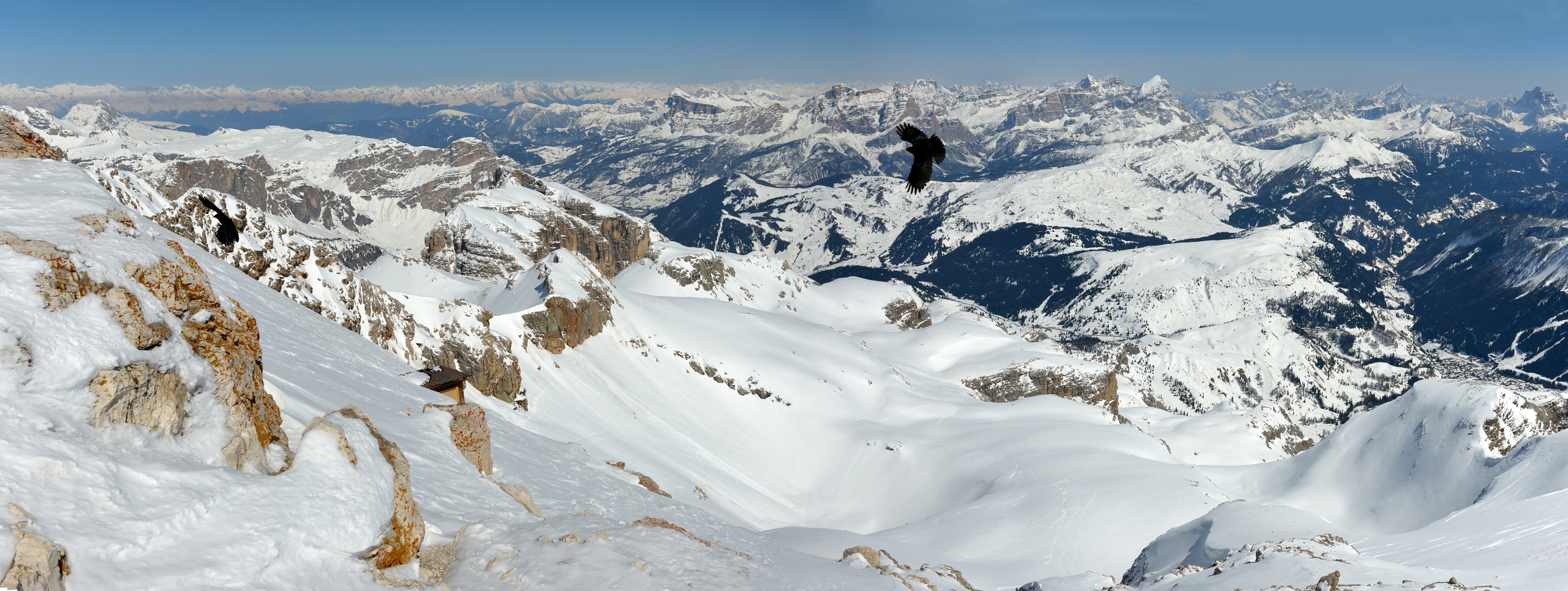
Vista cap al NE
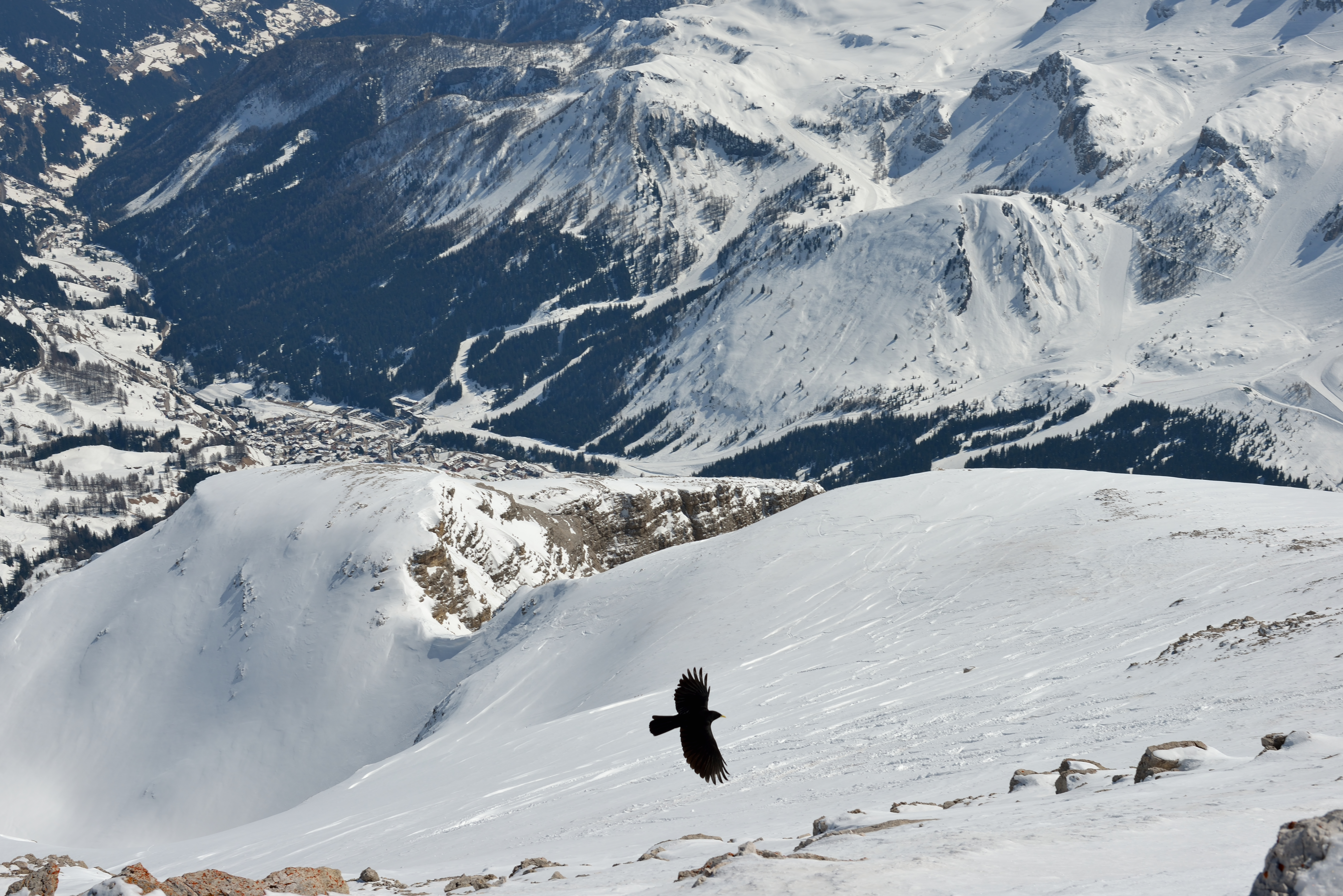
Vista cap al Sud
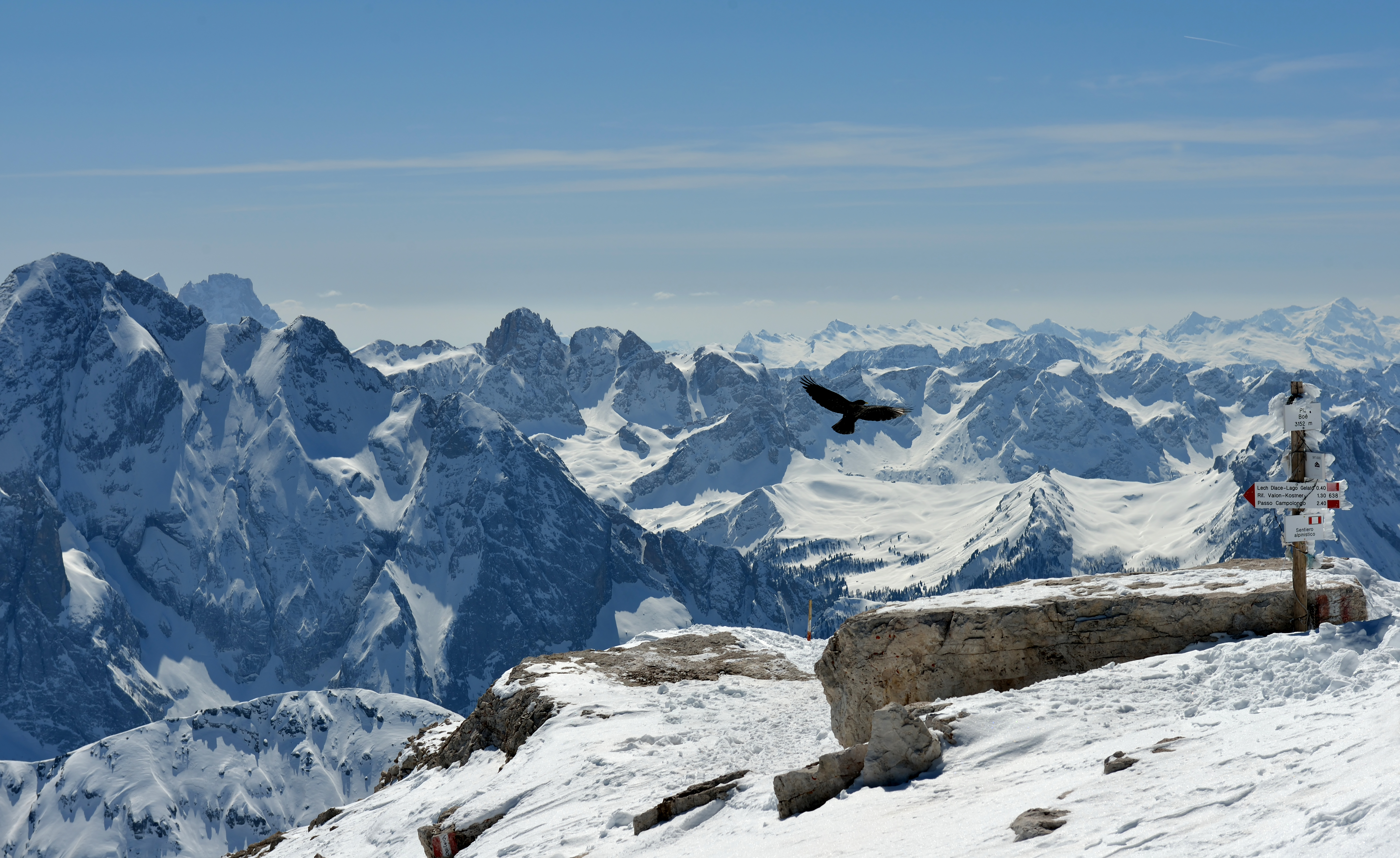
Vista cap al SW
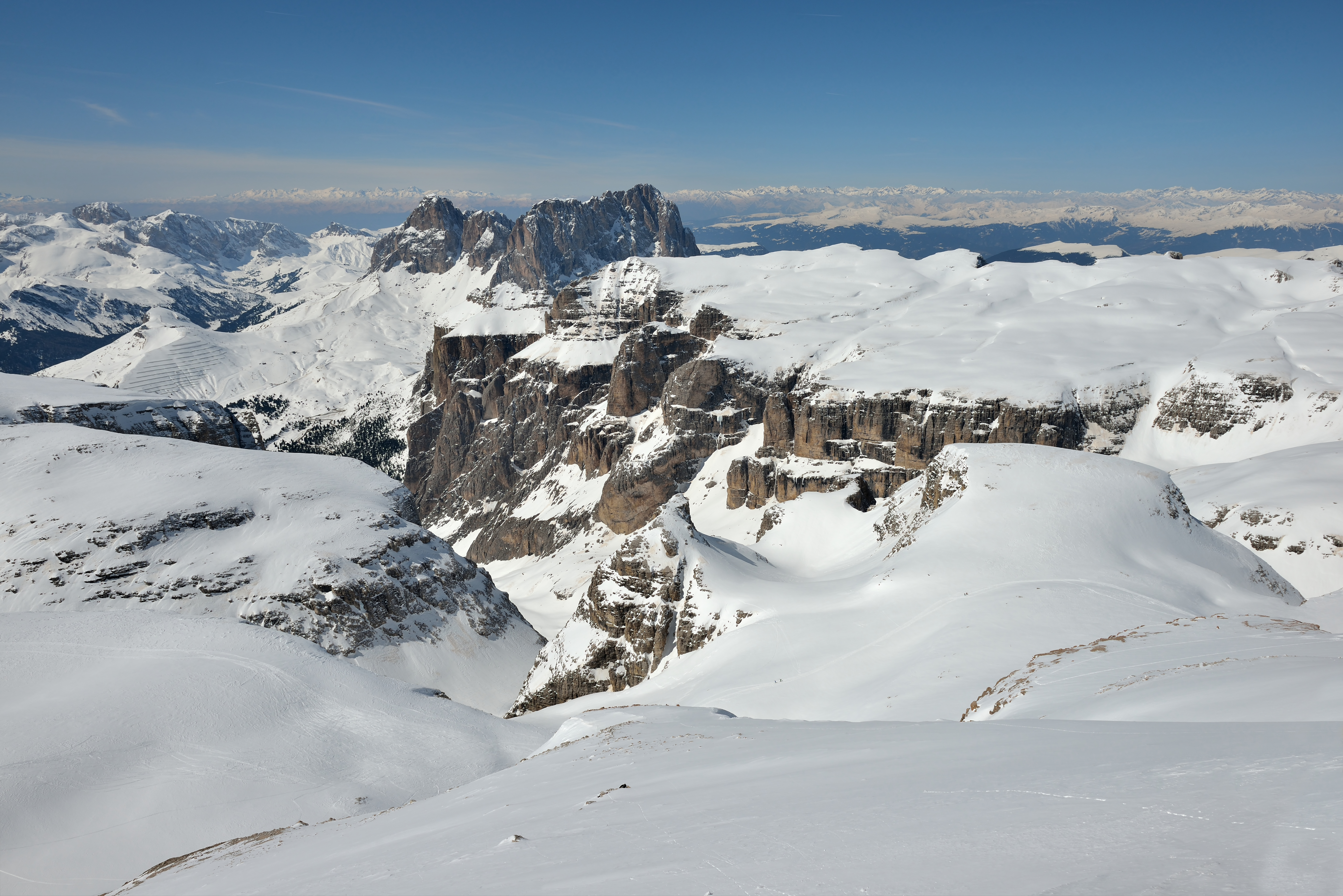
Vista a l'oest
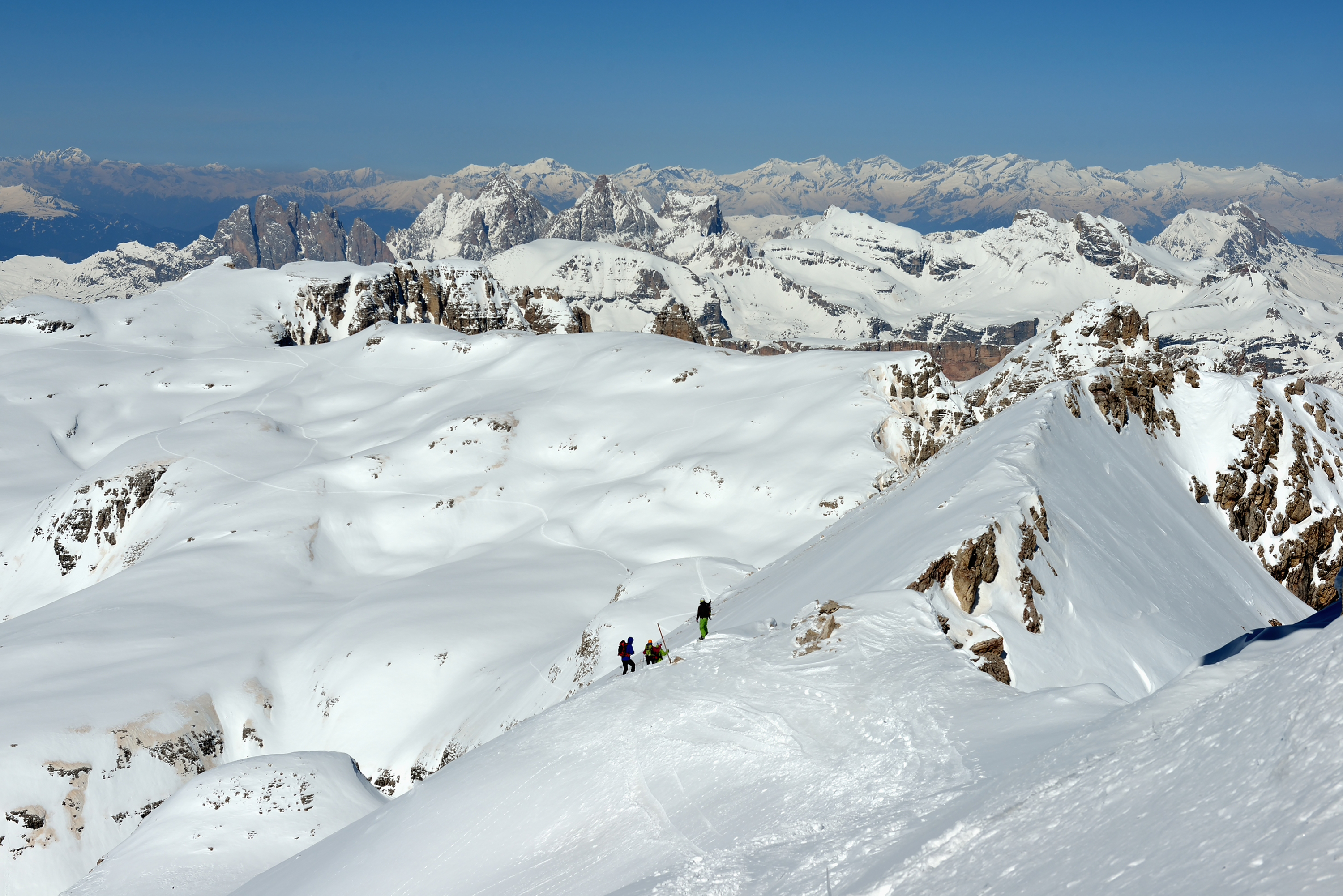
Vista al Nord